# WLDE
Koordinaten: 41° 5′ 2″ N, 85° 4′ 39″ W
WLDE oder WLDE-FM (Branding: „Oldies 101“) ist ein US-amerikanischer Oldies-Hörfunksender aus Fort Wayne im US-Bundesstaat Indiana. WLDE sendet auf der UKW-Frequenz 101,7 MHz. Eigentümer und Betreiber ist die Sarkes Tarzian, Inc.